# Erika Müller-Fürstenau
Erika Müller-Fürstenau (* 5. Juli 1924 in Leobschütz, Schlesien; † 14. Juni 1986 in Ost-Berlin) war eine deutsche Schauspielerin.

## Leben
Erika Müller-Fürstenau absolvierte eine Schauspielausbildung in Stettin, wo sie auch ihr Bühnendebüt gab. Nach dem Zweiten Weltkrieg war sie bis 1950 am Theater Lübeck im Ensemble. Filmengagements erhielt sie unter anderem von Wolfgang Liebeneiner in dessen Trümmerfilm Liebe 47. In der BRD spielte noch unter der Regie von Wolfgang Liebeneiner noch kleinere Rollen in den Filmkomödien Des Lebens Überfluß (1950) und Meine Nichte Susanne (1950). 1954 ging sie mit ihrem Ehemann, dem Schauspieler Gerd Fürstenau (1922–1958) und ihrem gemeinsamen Sohn Florian Fürstenau in die damalige DDR. Dort arbeitete sie als Gastschauspielerin am Theater und beim Kabarett, war jedoch schwerpunktmäßig freischaffende Schauspielerin im Film und im Fernsehen der DDR. Außerdem arbeitete sie als Synchronsprecherin. 
Bekannt wurde Müller-Fürstenau durch die Rolle der Gerda Krause in Joachim Kunerts DEFA-Film Besondere Kennzeichen: Keine. Müller-Fürstenau gelingt es hier, „die Entwicklung von der behüteten Kleinbürger-Ehefrau zu einer selbständigen, das Leben in ihrem kleinen, aber wichtigen Kreis meisternden Persönlichkeit, zur Heldin, glaubhaft darzustellen.“ 1957 überzeugte sie als Bäuerin Maria Diehl in dem DFF-Fernsehspiel Das Wagnis der Maria Diehl. 1967 spielte sie die Rolle der Frau Grambauer in dem Kinofilm Die Heiden von Kummerow und ihre lustigen Streiche.
Nach Beendigung ihrer Schauspielkarriere arbeitete sie ab 1974 als Lektorin und Autorin für den DFF sowie als Journalistin für die Weltbühne und die Wochenpost.

## Filmografie (Auswahl)
- 1949: Liebe 47
- 1950: Des Lebens Überfluß
- 1950: Meine Nichte Susanne
- 1956: Besondere Kennzeichen: keine
- 1956: Die Fahrt nach Bamsdorf
- 1957: Das Wagnis der Maria Diehl (Fernsehfilm)
- 1963: Blaulicht – In 24 Stunden
- 1967: Die Heiden von Kummerow und ihre lustigen Streiche
- 1967: Blaulicht – Nachtstreife
- 1968: Die Russen kommen (aufgeführt 1987)
- 1971: KLK an PTX – Die Rote Kapelle
- 1972: Die Bilder des Zeugen Schattmann (TV-Vierteiler)
- 1975: Polizeiruf 110: Der Mann (TV-Reihe)

## Hörspiele
- 1961: Käte Seelig: Wie es ihm gefällt (Charlotte Bergmann) – Regie: Helmut Hellstorff (Hörspiel – Rundfunk der DDR)
- 1962: Rolf Schneider: Godefroys (Annemarie) – Regie: Otto Dierichs (Hörspiel – Rundfunk der DDR)
- 1963: Rolf Schneider: Der Ankläger (Frau) – Regie: Fritz Göhler (Hörspiel – Rundfunk der DDR)
- 1966: Lothar Kleine: Gott auf Hiwa Oa (Mette) – Regie: Wolfgang Brunecker (Biographie – Rundfunk der DDR)
- 1970: Finn Havrevold: Katastrophe (Frau) – Regie: Helmut Hellstorff (Hörspiel – Rundfunk der DDR)